# Пиголи (озеро)
Пиголи — озеро в России, располагается в центре одноимённой деревни на территории Лаишевского района Республики Татарстан.
Представляет собой водоём карстового происхождения, находящийся на верхней террасе реки Волги. Длина озера 250 м, максимальная ширина — 225 м. Площадь водной поверхности составляет 4,2 га. Наибольшая глубина достигает 4,5 м, средняя глубина равняется 2,6 м. Уровень уреза воды находится на высоте 64 м над уровнем моря. В основном питание озера обеспечивается подземными водами.